# محمد عمر غریب
محمد عمر غریب (انگلیسی: Mohamed Ouamar Ghrib؛ زادهٔ ۲۴ ژانویهٔ ۱۹۶۰) بازیکن فوتبال اهل الجزایر است.
از باشگاه‌هایی که در آن بازی کرده‌است می‌توان به باشگاه فوتبال جیل هندسه الجزایر اشاره کرد.
وی به همراه تیم ملی فوتبال الجزایر در بازی‌های المپیک تابستانی ۱۹۸۰ شرکت کرده است.